# Освобождение Бир-Хакейма
Освобождение Бир-Хакейма — британский рейд в Итальянской Киренаике (в современной Ливии), который произошёл 17 марта 1916 года. Его целью было освободить удерживаемых сануситами британских военнопленных. После повторного захвата Саллума 14 марта британцы нашли доказательства того, что пленные, выжившие с двух кораблей, потопленных немецкой подводной лодкой, содержатся в оазисе Бир-Хакейм (31°35′38″ с. ш. 23°28′48″ в. д.), примерно в 160 км к западу от города.
Майор Хью Гровенор, 2-й герцог Вестминстер собрал освободительный отряд из броневиков и машин скорой помощи. Отряд, стартовавший ещё до рассвета, проехал через пустыню и застал врасплох стражу сануситов. Обнаружив, что заключённые были замучены сануситами, и они голодали в течение 135 дней плена, британцы преследовали бегущих от них сануситов и убили большинство из них, включая их женщин и детей. Затем группа вернулась в Саллум.

## Предыстория
Антанта и Центральные державы воевали между собой в Первой мировой войне с 1914 года. Будучи халифом исламской веры, османский султан Мехмед V имел некоторое влияние на сануситов, бедуинов-скотоводов Итальянской Ливии и западной части Британского Египта. Сануситы были вдохновлены восстанием против колониальных держав в ноябре 1915 года и оккупировали часть побережья и оазисы пустыни Сахара, тем самым начав Сенусийскую кампанию. Британцы сформировали Западные пограничные силы под командованием генерал-майора Уильяма Пейтона для борьбы с сануситами. В феврале британцы были подкреплены войсками, освобождёнными в результате эвакуации с Галлиполи.
26 февраля британцы разбили основные силы сануситов на побережье в результате сражении при Агагии, но части побережья на западе и оазисы внутри страны остались под контролем сануситов. 14 марта британцы повторно оккупировали Саллум на побережье, к западу от Агагии, недалеко от ливийской границы. Важную роль сыграли мобильные силы, Бригада лёгких бронеавтомобилей под командованием майора Хью Гровенора, который руководил передвижениями с помощью самолётов. Силы Вестминстера состояли из трёх батарей бронеавтомобилей «Rolls-Royce», оснащённых мощными двигателями и вращающейся пулемётной башней.

## Подготовка
Когда британцы повторно оккупировали Саллум, в одном из домов было найдено письмо, отправленное в Саллум капитаном Р. С. Гваткин-Уильямсом, командующим Тары, когда он не знал, что британцы ушли из города. В содержании письма указывалось местонахождение выживших членов экипажей вооруженного абордажного парохода Тара (бывший TSS Hibernia) и конного транспорта HMT Moorina, кораблей, потопленных немецкой подводной лодкой в Средиземном море в ноябре 1915 года. Офицер разведки Западных пограничных войск капитан Леопольд Ройл допросил пленных сануситов и узнал, что экипажи кораблей находятся в Бир-Хакейме.

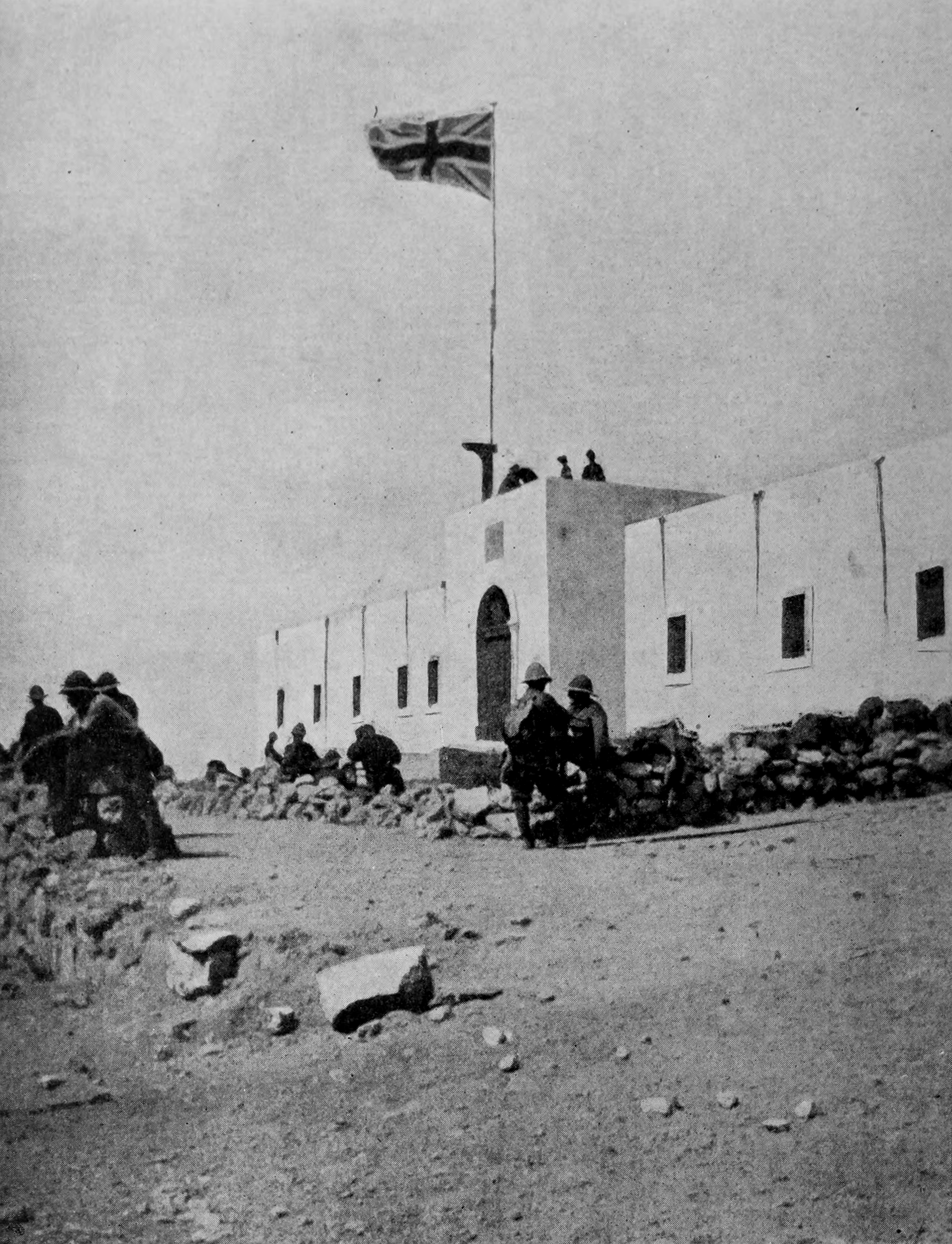
Британские войска в Саллуме, 14 марта 1916 года.

Бир-Хакейм — это название места расположения двух римских колодцев, гробниц и османского сруба примерно в 190 км к западу от Саллума. В то время Бир-Хакейма не было на британских картах, но два арабских гида, сопровождавших британцев, утверждали, что знают его местонахождение. Вестминстер и Пейтон решили предпринять попытку освобождения пленных. Капитан Ройл тоже знал эту местность ещё во время своей довоенной службы в египетской береговой охране и знал, что первые 80 км пустыни можно преодолеть на автомобиле. Вестминстер собрал для рейда отряд из 45 машин. В число транспортных средств входили девять броневиков, его туристический автомобиль Rolls-Royce, а также несколько небронированных грузовиков и машин скорой помощи Ford.

## Освобождение
Отправившись из Саллума около в 03:00 утра 17 марта, группа проделала первую часть пути при лунном свете. Группа быстро продвигалась вперёд, несмотря на то, что путь варьировался от мягкого песка до земли, усыпанной валунами. С помощью гидов группа достигла Бир-Хакейма примерно через 12 часов, преодолев 200 км. Атаку возглавил броневик лейтенанта Уильяма Григгса.
Сануситские охранники были застигнуты врасплох и бежали. Их преследовали две британские машины. Пленные подумали, что война закончилась, и машины везли новости о перемирии. Когда машины открыли огонь по девяти убегающим охранникам и их семьям, которые были среди них, Гваткин-Уильямс был удивлён этим и попытался вмешаться, крича: «Не трогайте их, они были добры к нам». Вмешательство Гваткина-Уильямса не удалось, несмотря на то что герцог Вестминстер тоже пытался остановить стрельбу.
Водитель броневика Sam Rolls, написавший об этом событии в своих мемуарах 1937 года «Стальные колесницы в пустыне», заявил, что британцы были потрясены видом заключённых, чьи 135 дней полуголодного пребывания в плену оставили их «живыми скелетами» и решили отомстить сануситам. Он описывает, как их машины сбивали мужчин, женщин и детей, в результате чего выжили только двое младенцев. Преднамеренное убийство мирных жителей было нарушением Первой Женевской конвенции (1864 г).

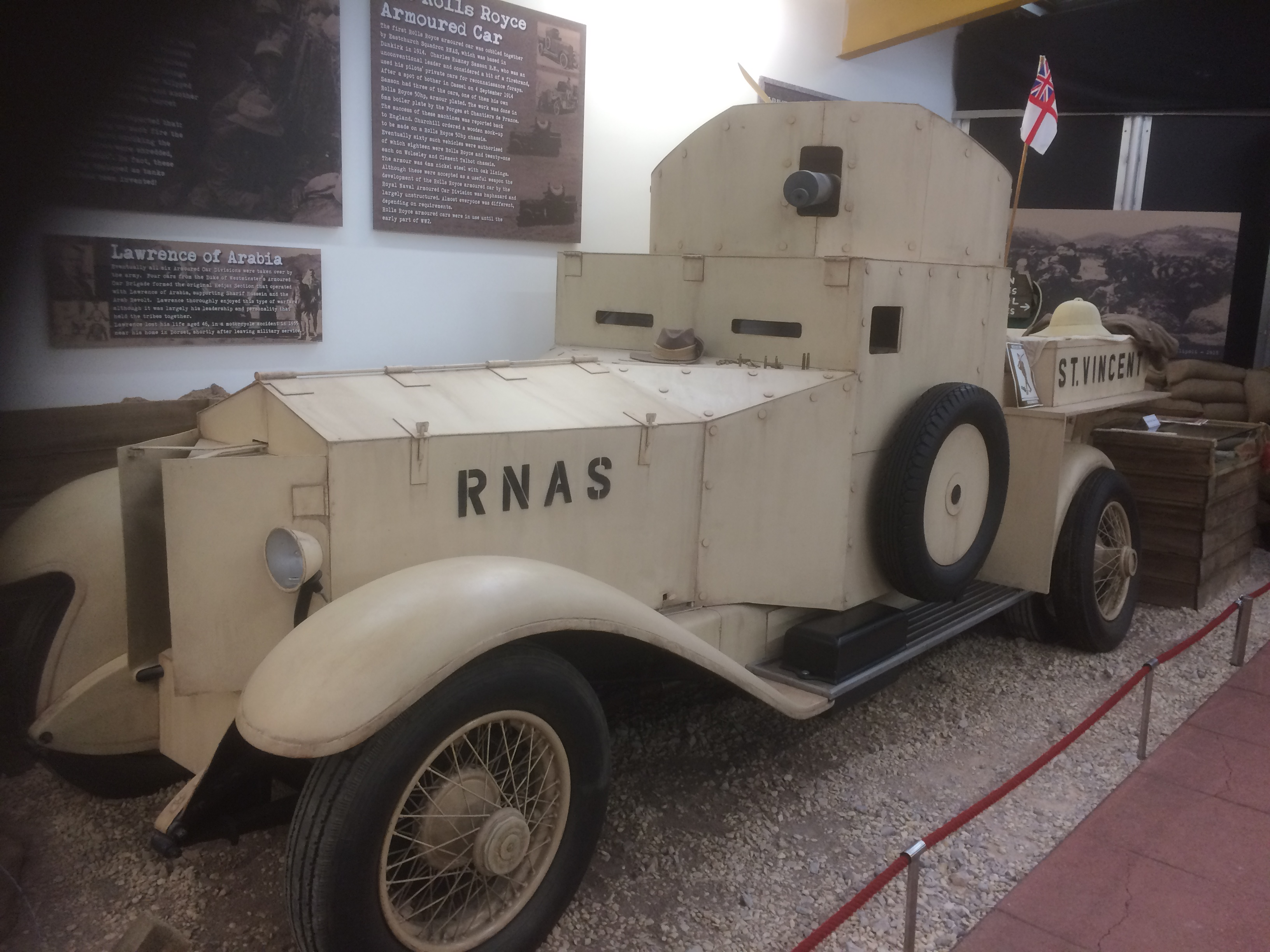
Реплика броневика Rolls-Royce в пустыне.

Британский историк Джордж Макманн в 1928 году писал, что заключённые подвергались жестокому обращению, но учитывая местные обычаи сануситов, с ними иногда обращались неплохо. Также он писал, что нехватка еды неудивительна, учитывая голод, также охвативший сануситов. Четверо заключённых умерли, в основном от голода, а оставшиеся в живых страдали от дизентерии и других болезней, вшей и последствий жарких дней и холодных ночей.
В течение получаса после прибытия британцы погрузили 92 выживших заключённых в грузовики и машины скорой помощи и отправили их на территорию, контролируемую британцами. Группа прибыла в Саллум через 22 часа после отбытия, преодолев 400 км. Британские силы не понесли потерь и по этому они описали рейд как «прошедший без происшествий». Освобождённые заключённые были отправлены в Александрию в Египте на корабле СС «Рашид» для лечения, а затем были возвращены в Великобританию.

## Последствия
Историк Чарльз Стивенсон в своей статье в 2014 году заявил, что рейд невозможно было осуществить никакими средствами, доступными в то время, кроме броневиков. Вестминстер был награждён орденом «За выдающиеся заслуги» за работу, которая внесла большой вклад в рейде. Бои в Сенусийской кампании продолжались в оазисах во внутренних районах Египта до февраля 1917 года, когда победа британских войск, оснащённых броневиками, в оазисе Сива положила конец сопротивлению сануситов.

## Комментарии
1. ↑  Однако историк Джордж Макманн зарегистрировал 91 выживших, среди которых были офицер индийской кавалерии и португальский повар, единственный гражданское лицо[5]